# Manuel Busquets
Manuel Busquets Riquelme (Cartagena, 12 de febrero de 1944-Bogotá, 3 de agosto de 2019) fue un actor, director de cine y productor de televisión colombiano.

## Carrera
Se trasladó de Cartagena a Bogotá para iniciar una carrera en derecho y economía. Más tarde se mudó a Canadá y allí estudió cine y actuación. Regresó a Colombia para convertirse en productor de cine y televisión, participando en la producciones de reconocidos seriados como Pequeños Gigantes, Azúcar, Semilla de mostaza y La rebelión de las ratas y dirigiendo algunos cortometrajes. En 1993 fue invitado por el director Carlos Mayolo para integrar el reparto de la telenovela La otra raya del tigre, donde interpretó el papel de Martiniano Collazos. Ese mismo año interpretó a Jorge Latorre en la telenovela Café con aroma de mujer y apareció en otras importantes producciones de televisión en la década de 1990 como Guajira, Momposina y Tabú.
En 2000 actuó en las películas La Virgen de los sicarios y La toma de la embajada y apareció en telenovelas como La baby sister, Siete veces amada y Sin senos no hay paraíso en esa década. En los años 2010 su participación en cine y televisión fue más escasa, interpretando el papel de Carlo Perrone en la serie El estilista en 2014 y apareciendo en la película de humor de 2018 Si saben cómo me pongo ¿pa' qué me invitan?

### Vida privada
Busquets era abiertamente homosexual.

### Fallecimiento
Busquets falleció el 3 de agosto de 2019 tras una intervención quirúrgica que no resistió. El actor ya venía presentando caídas en su salud, debido principalmente a un accidente automovilístico que había sufrido previamente.

## Filmografía

### Televisión
| Año       | Título                    | Personaje                           | Cadena Original    |
| --------- | ------------------------- | ----------------------------------- | ------------------ |
| 1993      | La otra raya del tigre    | Martiniano Collazos                 | Canal A            |
| 1994-1995 | Café, con aroma de mujer  | Jorge Latorre                       | Canal A            |
| 1994-1995 | Sueños y Espejos          | Manuel                              | Canal A            |
| 1994      | Momposina                 |                                     | Canal A            |
| 1996-1997 | Guajira                   | Ingeniero Santiago #2               | Canal A            |
| 1998-1999 | Código de Pasión          |                                     | Canal Uno          |
| 1998-1999 | Tan cerca y tan lejos     | Roberto                             | RCN Televisión     |
| 1999-2000 | Tabú                      | Aristides                           | RCN Televisión     |
| 2000-2001 | La Baby Sister            | Manuel Parejo                       | Caracol Televisión |
| 2001      | Luzbel está de visita     |                                     | Caracol Televisión |
| 2002      | Siete veces Amada         | Pupo Farías                         | Caracol Televisión |
| 2002      | El Precio del silencio    |                                     | RCN Televisión     |
| 2002      | Francisco el matemático   | Rector del colegio Saint Paul       | RCN Televisión     |
| 2003-2004 | Retratos                  |                                     | RCN Televisión     |
| 2004-2005 | Te voy a enesñar a querer | Lorenzo                             | Telemundo          |
| 2005-2006 | La tormenta               | Ricardo Padilla                     | Telemundo          |
| 2005-2006 | Los Reyes                 | Jorge Corredor                      | RCN Televisión     |
| 2007      | Zorro:La Espada y la Rosa | Don Cipriano de Montes y Calzadilla | Telemundo          |
| 2008      | Novia para dos            | Víctor Zea                          | RCN Televisión     |
| 2008-2009 | Sin senos no hay paraíso  | Román                               | Telemundo          |
| 2010-2011 | Chepe Fortuna             | Doctor Urbina                       | RCN Televisión     |
| 2011      | Flor salvaje              | Padre Alfonso                       | Telemundo          |
| 2013      | Amo de casa               | Doctor Zuleta                       | RCN Televisión     |
| 2014      | El estilista              | Carlo Perrone                       | RCN Televisión     |
| 2015      | Sala de Urgencias         | Doctor Castro                       | RCN Televisión     |
| 2016-2017 | Las Vega's                | Señor Correa                        | RCN Televisión     |
| 2017      | Infieles                  | Ep: conduciendo a la Srta Paula     | Canal 1            |
| 2018      | Garzón Vive               | Dino Moretti                        | RCN Televisión     |

### Cine
| Año  | Título                                      | Personaje                  |
| ---- | ------------------------------------------- | -------------------------- |
| 1976 | Paco                                        |                            |
| 1988 | Un hombre y una mujer con suerte            |                            |
| 1997 | La Deuda                                    | Notario Talento Piedrahíta |
| 2000 | La virgen de los sicarios                   | Alfonso                    |
| 2000 | La toma de la embajada                      | Angelo Acerbi              |
| 2018 | Si saben cómo me pongo ¿pa' qué me invitan? |                            |